# Харадзюку
Хараджюку (яп. 原宿, слухатиⓘ) — квартал, розташований біля станції Хараджюку на Лінії Яманоте в Сібуї (Токіо, Японія). Щонеділі молоді люди одягаються в одяг безлічі стилів, включаючи такі, як «лоліта», «Visual kei» та в косплей-костюми і йдуть проводити день біля Хараджюку. Більшість молодих людей збираються на пішохідному мості «Джінґу», що сполучає Хараджюку з сусіднім районом.
Хараджюку — відоме місце зборів модників. Вуличний стиль Хараджюку розрекламований в японських та міжнародних журналах, наприклад, «Kera», «Tune», «Gothic & Lolita Bible» та «Fruits». Видатні модельєри черпають у Хараджюку модні ідеї. У кварталі розташовані безліч магазинів, у тому числі мережі розкішних західних модельєрів (Louis Vuitton) та уродженців Хараджюку.

## Територія

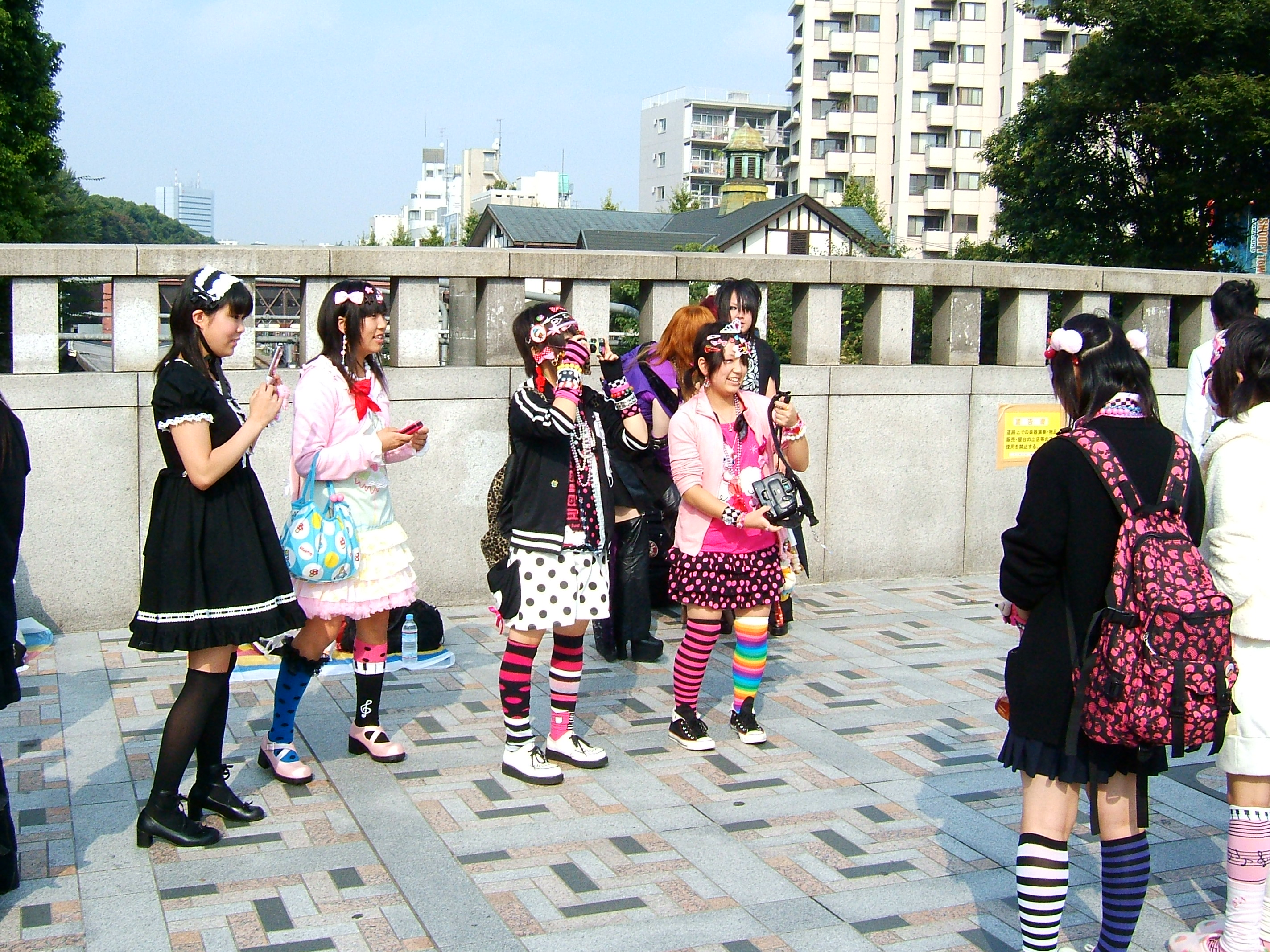
Дівчата одягнені в стилі fruits

Хараджюку — область між Шінджюку та Шібуя. Місцеві орієнтири включають штаб NHK, храм Мейджі, і парк Йойоґі.
Квартал складається з двох вулиць, Омотесандо та Такешіта. Там знаходяться магазини, в яких можна купити одяг та аксесуари в стилях готична лоліта, visual kei, хіп-хоп, панк,.
У кварталі відкрилися магазини Louis Vuitton, Chanel та Prada. Іноді про Хараджюку говорять як про «токійські „елісейські поля“». До 2004 року одна сторона вулиці була зайнята забудовою «до: джюнкай» — квартирами, збудованими у 1927 після землетрусу. У 2006 будівлі були зруйновані магнатом Мінору Морі, їх місце замінив квартал магазинів «Холми Омотесандо» магазини, створені Тадао Андо.
Область, відома як «Урахара» та глухі вулиці Хараджюку — центр японської моди для молоді.

## Історія

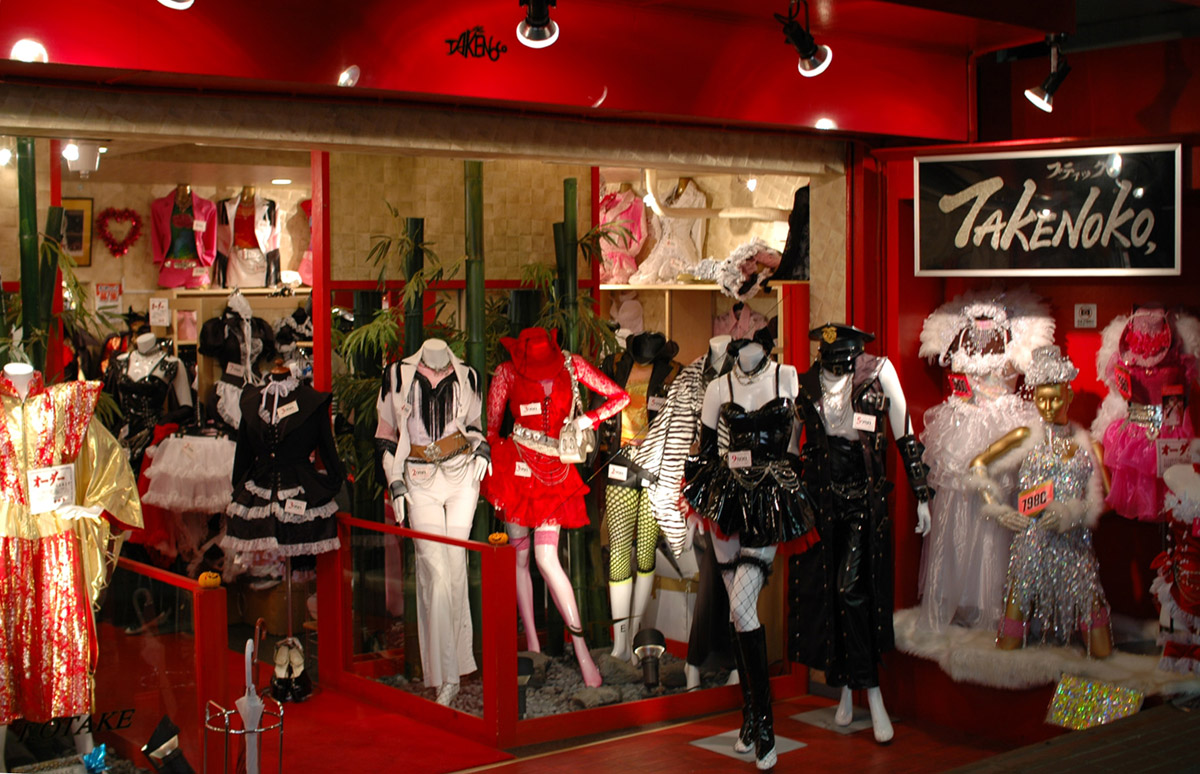
Один із магазинів

Історія Хараджюку почалася наприкінці Другої світової війни. Американські солдати та їхні сім'ї почали займати область, де зараз перебуває Хараджюку. Оскільки молоді японці могли в цій галузі долучитися до західної культури, це місце стало її символом.
У 1958 в Хараджюку збудували основний масив будівель, і вони були швидко зайняті модельєрами, моделями та фотографами. У 1964 році, коли в Токіо проходили Літні Олімпійські Ігри, Хараджуку отримав новий імпульс розвитку.
Після Олімпійських ігор молоді люди, які безпритульно бовталися по району, стали називатися «хараджуку-дзокі», або народ Хараджюку. Вони почали розвивати свою культуру. У результаті, на сьогоднішній момент район Хараджюку є мекою моди для жителів Японії.